# Cadre (intelligence artificielle)
Pour les articles homonymes, voir Cadre.
Un cadre en intelligence artificielle est une structure de données utilisée pour subdiviser la connaissance en sous-structures représentant des situations stéréotypées. Les cadres sont reliés entre eux pour former une idée complète. 
Le terme de cadres (en anglais frames) a été proposé par Marvin Minsky dans son article de 1974 intitulé A Framework for Representing Knowledge.

## Structure
Un cadre contient de l'information sur la manière de l'utiliser, sur ce qu'on peut en attendre, et sur ce qu'on peut faire lorsque cette attente n'est pas satisfaite. Certaines des informations restent généralement inchangées, alors que d'autres, stockées dans des « terminaux », peuvent varier. Différents cadres peuvent utiliser les mêmes terminaux.
Les « terminaux » d'un cadre sont renseignés initialement avec des valeurs par défaut ; ceci s'appuie sur la manière dont fonctionne l'esprit humain. Par exemple, lorsqu'on dit à quelqu'un « un garçon donne un coup de pied dans un ballon », la plupart des gens sont capables de visualiser un ballon particulier (tel qu'un ballon de football, objet familier), plutôt qu'ils n'imaginent un ballon abstrait dépourvu d'attributs particuliers.